# Центрохелидные солнечники
Центрохелидные солнечники (лат. Centrohelida) — обширная группа эукариот, включающая подвижные и неподвижные формы, найденные в пресноводной и морской среде. Ранее их относили к солнечникам.

## Систематика
Эволюционное положение центрохелидных солнечников до конца неясно. Морфологические и анатомические сравнения с другими группами затруднительны, окончательные выводы по результатов генетических исследований ещё не сделаны.
В 2003 году Кавалье-Смит писал, что центрохелидные солнечники могут быть связаны с Rhizaria. В статье 2009 года он же предположил, что эта группа организмов может быть связана с криптофитовыми и гаптофитовыми  водорослями.
В 2019 году Adl с коллегами выделили центрохелидных солнечников вместе с гаптофитовыми водорослями в кладу Haptista.